# Cyklopentan
Cyklopentan je vysoce hořlavá kapalina se vzorcem C5H10. Jedná se o cykloalkan, protože má uhlíky spojené jednoduchou vazbou a na každý uhlík je shora a zdola navázán vodík. Zápach cyklopentanu se podobá zápachu benzinu.

## Použití
Cyklopentan se používá při výrobě lepidel na gumu, používá se v polyuretanových pěnách. Najdeme jej i v izolačních pěnách ledniček a mrazniček.
Používá se jako mazivo zejména na pevné disky, také se používá jako ředidlo či rozpouštědlo. Je obsažen i v benzinu, díky čemuž se spaluje jako palivo.

## Výroba
Cyklopentan se vyskytuje v ropě, a díky nízké teplotě varu se při rafinaci ropy vyskytuje v benzínu. Rafinace je nejlevnější způsob výroby cyklopentanu.
Dá se vyrábět synteticky, například krakováním uhlovodíků s dlouhými řetězci. Je možno jej vyrábět z 2-methylbutanu za pomocí katalyzátoru, v tomto případě platiny.
V USA se vyprodukuje více než půl milionu kilogramů cyklopentanu za rok.